# Philippe Lavalette
Philippe Lavalette (né en 1949) est un directeur de la photographie, réalisateur et romancier québécois, d'origine française, établi à Montréal.

## Biographie
Fils de Jacques Lavalette, Philippe Lavalette a été formé à l'École nationale supérieure Louis-Lumière à Paris. Après s'être intéressé au cinéma expérimental (il signe avec Patrick Bokanowski l'image de L'Ange, en nomination à la Caméra d'Or à Cannes), il devient cinéaste au sein du CNRS où il filme et réalise de nombreux documents.
Établi au Québec mais répondant à de multiples engagements partout dans le monde, outre la fiction, son parcours est jalonné de films documentaires au caractère intimiste. Citons De mémoire de chats - Les ruelles de Manon Barbeau pour lequel il obtient le prix Gémeaux de la meilleure photographie ; Visionnaires de Carlos Ferrand, qui obtient le prix «Best Cinematography» à Hot docs (Toronto) ; Nos hommes de l'ouest de Renée Blanchar qui obtient le prix «best atlantic cinematographer». Citons aussi, outre de  nombreuses collaborations, au lendemain de l'Odyssée de Helen Doyle, en nomination pour  meilleure direction photo au Gala IRIS. 
Côté long-métrage de fiction, son activité est continuelle, et son travail, inventif, contribue à établir l'étrangeté des films. Citons Les pots cassés de François Bouvier, Hugo et le dragon de Philippe Baylaucq, La Brunante de Fernand Dansereau ou encore Le Ring d'Anaïs Barbeau-Lavalette, sa fille, qui réalise alors son premier long-métrage. Philippe Lavalette a ensuite été sollicité pour signer la direction photo de Mabul, une coproduction Israël/Canada, réalisé par Guy Nattiv, et pour laquelle il obtient le prix de la meilleure cinématographie au festival de Haïfa. Dans la foulée, le film sera sélectionné à la Berlinale de 2011. Il continue sa collaboration avec sa fille avec le film «Inch'Allah» (prix FIPRESCI Berlin 2012) pour lequel il est en nomination aux écrans canadiens (meilleure image) et reçoit la mention «best world picture» au festival de Phoenix. Suivent «les Loups» de Sophie Deraspe et «la gang des hors-la-loi» de Jean Beaudry, 24e conte pour tous de la série initiée par Rock Demers.
La Sagouine de Renée Blanchar et dialogues pour un homme seul (FIFA 2021) de Jean-Pierre Gariépy seront les étapes suivantes de son parcours en fiction.
Enfin, Tropicanade Omer Tobi, en cours de finition.
Réalisateur documentariste, Lavalette signe ponctuellement des films documentaires. Dans Tipolis, il suit le quotidien d'un jeune chef de poste nommé au cœur de Cité Soleil à Port-au-Prince (Haïti). Dans Sur les rives du Tapajos (prix Téléscience) il s'intéresse au travail d'une équipe de chercheurs de l'UQAM en plein cœur de l'Amazonie. Son film Un Gamin de Paris est retenu pour la collection permanente du Forum des images (Paris) comme au sein de la collection permanente de Hot docs (Toronto). Son dernier film, Chef Thémis, cuisinier sans frontières, outre ses multiples sélections dans de nombreux festivals de films, a reçu le «prix du public» aux Rendez-vous du cinéma québécois (2010), le prix «coup de cœur» au forum des médias Nord-Sud (Ouagadougou) et le prix Quintessence à Ouidah (Bénin). Lavalette a co-réalisé avec Jean-Michel Djian la trilogie documentaire Rêver le français.
Philippe Lavalette est aussi écrivain et a publié La Mesure du monde (Carnets d'un cinéaste-arpenteur) ainsi que Petite Madeleine aux éditions Marchand de feuilles,. En 2023, il publie Marchand de quatre-saisons, un roman en forme de dialogue post-mortem consacré à son père qui s'est suicidé.

## Vie privée
Philippe Lavalette est le mari de la réalisatrice Manon Barbeau, le père de la réalisatrice et romancière Anaïs Barbeau-Lavalette  et de Manuel Barbeau-Lavalette, éducateur.

## Cinéma de fiction
- 1976 : L'Odyssée travestie de Ulysse Laugier
- 1982 : L'Ange de Patrick Bokanowski
- 1990 : La Fille du maquignon de Mazouz Ould-Abderrahmane
- 1991 : Lola Zipper de Ilan Duran Cohen
- 1992 : Aline de Carole Laganière
- 2001 : Hugo et le dragon de Philippe Baylaucq
- 2006 : À part des autres de Marcel Simard
- 2007 : Le Ring d'Anaïs Barbeau-Lavalette
- 2007 : La Brunante de Fernand Dansereau
- 2007 : Un cri au bonheur (réalisation collective de 11 cinéastes)
- 2008 : Victoria d'Anna Karina
- 2009 : Un cargo pour l'Afrique de Roger Cantin (dans la série des Contes pour tous)
- 2010 : Mabul (en) de Guy Nattiv (en)
- 2012 : Inch'Allah d'Anaïs Barbeau-Lavalette
- 2014 : Les Loups de Sophie Deraspe
- 2014 : La Gang des hors-la-loi de Jean Beaudry (Contes pour tous #24)
- 2014 : La Lune noire (el Ziara) de Nawfel Saheb-Ettaba
- 2017 : Un jour mon prince de Flavia Coste
- 2017 : Les Monologues de la Sagouine de Renée Blanchar  (essai cinématographique)
- 2021 : Dialogues pour un homme seul de Jean-Pierre Gariépy (essai cinématographique sur le spectacle Bori/Garneau)
- 2022 : Tropicana d'Omer Tobi (coproduction Québec/Israël)

Parmi une dizaine de séries dramatiques, citons :
- 1994 : Alys Robi (série télévisée) de François Labonté,
- 2000 : Gypsies de François Bouvier
- 2003 : Warrior Women de Renny Bartlett (en)
- 2005-2009 : États-humains (saisons 1 et 2) de Jean-Philippe Duval

## Cinéma documentaire
Plus de cinquante collaborations avec des auteurs tels que Manon Barbeau, Philippe Baylaucq, Garry Beitel, Renée Blanchar, Bruno Carrière, Hélène Choquette, Fernand Dansereau, Carlos Ferrand, Suzanne Guy, Richard Desjardins, Lode Desmet, Jean-Philippe Duval, Josh Freed, Ole Gerstadt, André Gladu, Jon Kalina, Carole Laganière, Hugo Latulippe, Guylaine Dionne, Helen Doyle, Joseph Hillel, Bernar Hébert, Jean-Daniel Lafond, Jean Lauffray ou encore Nicola Zavaglia.

## Prix et nominations

### Prix
- 1990 : Prix Gémeaux, meilleure direction photographique pour Comment ça va?[9]
- 2005 : Prix Gémeaux, meilleure direction photo documentaire pour Mémoires de chats: au fil des ruelles[10]
- Best cinematography (Hot Docs) à Toronto pour Visionnaires de Carlos Ferrand
- 2011 : meilleure cinématographie à Haïfa pour Mabul de Guy Nattiv
- 2012 : world best picture (Phoenix)
- 2018 : meilleure cinématographie (Atlantic International Film Festival (en))

### Nominations
- 1982 : nomination de la Caméra d'or au Festival de Cannes pour L'Ange de Patrick Bokanowski
- 1996 : nomination Prix Gémeaux, meilleure direction photo film pour Alys Robi
- 2005 : nomination Prix Gémeaux, meilleur documentaire pour Vues de l'est
- 2005 : nomination Prix Gémeaux, meilleure direction photo documentaire pour La griffe magique
- 2012 : nomination Prix Gémeaux, meilleure direction photo pour Alphée des étoiles (avec Hugo Latulippe)
- 2017 :  nomination Prix Gémeaux, meilleure direction photo pour la série À tout hasard (Suzanne Guy)
- 2024: nomination Gala IRIS,  meilleure direction photo pour le film Au lendemain de l'Odyssée (Helen Doyle)

## Publications

### Essai
- La Mesure du monde : Carnets d'un cinéaste-arpenteur, Montréal, Éditions Marchand de feuilles, 2011, 174 p. (ISBN 9-78292389-601-4)

### Romans
- Petite Madeleine, Montréal, Éditions Marchand de feuilles, 2017, 165 p. (ISBN 9-78292389-674-8)
- Marchand de quatre-saisons, Montréal, Éditions Marchand de feuilles, 2023, 176 p. (ISBN 9-78292505-923-3)